# Message From the Country
Message From the Country var The Moves sista album som utkom 1971. 6 månader senare var de ELO i stället.

## Låtlista
1. "Message From The Country" (Jeff Lynne) – 4:45
2. "Ella James" (Roy Wood) – 3:11
3. "No Time" (Lynne) – 3:38
4. "Don’t Mess Me Up" (Bev Bevan) – 3:07
5. "Until Your Mama’s Gone" (Wood) – 5:03
6. "It Wasn’t My Idea to Dance" (Wood) – 5:28
7. "The Minister" (Lynne) – 4:27
8. "Ben Crawley Steel Company" (Wood) – 3:02
9. "The Words of Aaron" (Lynne) – 5:25
10. "My Marge" (Lynne-Wood) – 1:59